# Stidsvig
Stidsvig è un'area urbana della Svezia situata nel comune di Klippan, contea di Scania.
La popolazione rilevata nel censimento 2010 era di 754 abitanti.